# Жилкино (Пушкинский район)
Жилкино — деревня в Пушкинском районе Московской области России, входит в состав городского поселения Ашукино. Население — 8 чел. (2010).

## География
Расположена на севере Московской области, в северной части Пушкинского района, у границы с Сергиево-Посадским районом, примерно в 23 км к северу от центра города Пушкино и 38 км от Московской кольцевой автодороги, на реке Сумери бассейна Клязьмы.
К деревне приписано два садоводческих товарищества. В 5 км к востоку проходит линия Ярославского направления Московской железной дороги, в 9 км к востоку — Ярославское шоссе М8. Ближайшие населённые пункты — деревни Артёмово, Горенки и Луговая, ближайшие платформы — Калистово и Радонеж.

## Население
| 1859 | 1890 | 1899 | 1926 | 2002 | 2006 | 2010 |
| ---- | ---- | ---- | ---- | ---- | ---- | ---- |
| 35   | ↗43  | ↘22  | ↗84  | ↘2   | ↗3   | ↗8   |

## История

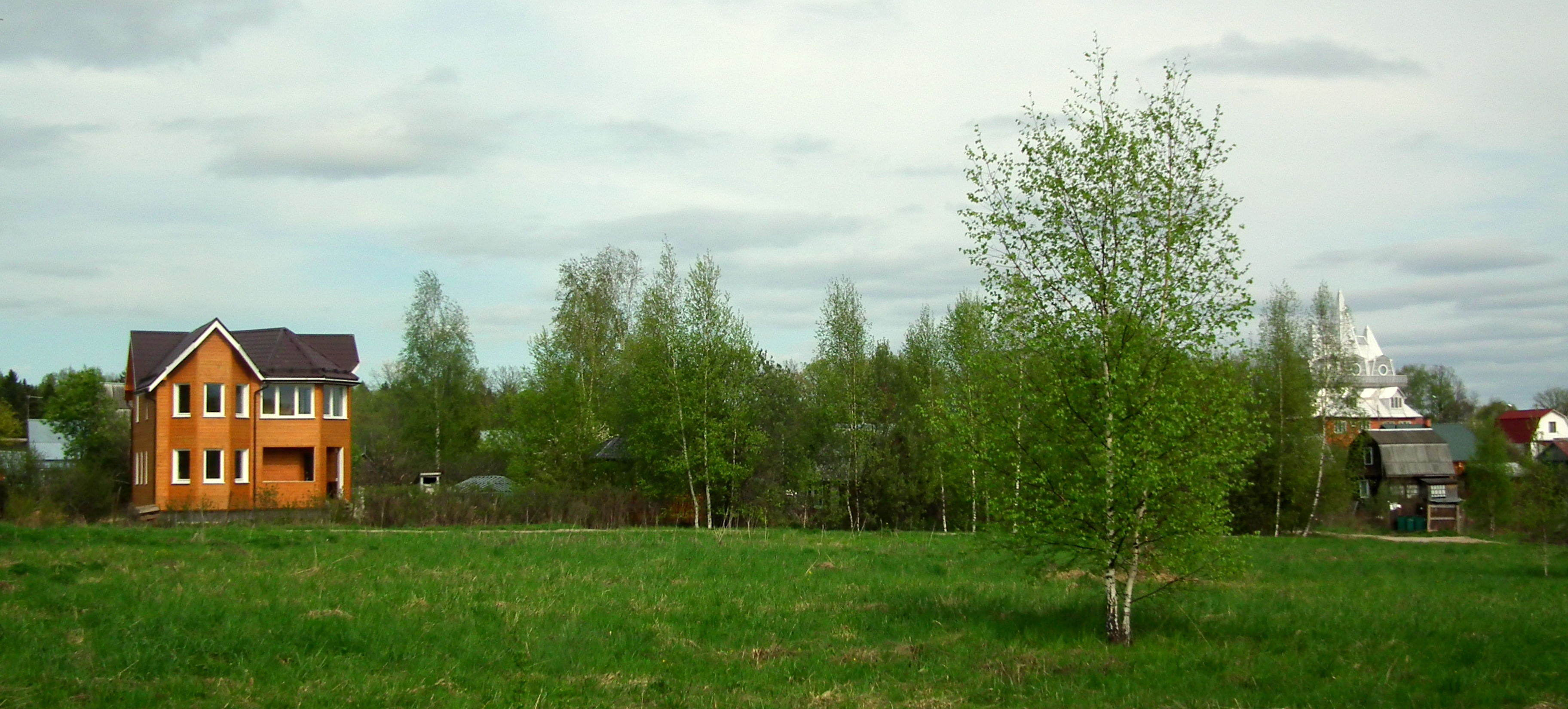
Дома в Жилкино

В «Списке населённых мест» 1862 года — владельческое сельцо 1-го стана Дмитровского уезда Московской губернии по правую сторону Московско-Ярославского шоссе (из Ярославля в Москву), в 30 верстах от уездного города и 17 верстах от становой квартиры, при прудах и речке Сумерке, с 7 дворами и 35 жителями (17 мужчин, 18 женщин).
По данным на 1899 год — деревня Митинской волости Дмитровского уезда с 22 жителями.
В 1913 году — 8 дворов и имение Шульгина.
По материалам Всесоюзной переписи населения 1926 года — деревня Артёмовского сельсовета Хотьковской волости Сергиевского уезда Московской губернии в 8,5 км от Ярославского шоссе и 9,6 км от станции Софрино Северной железной дороги, проживало 84 жителя (44 мужчины, 40 женщин), насчитывалось 16 крестьянских хозяйств.
С 1929 года — населённый пункт в составе Пушкинского района Московского округа Московской области. Постановлением ЦИК и СНК от 23 июля 1930 года округа как административно-территориальные единицы были ликвидированы.
1994—2006 гг. — деревня Луговского сельского округа Пушкинского района.
С 2006 года — деревня городского поселения Ашукино Пушкинского муниципального района Московской области.